# Tratado de Sapienza
El tratado de Sapienza fue concluido en junio de 1209 entre la República de Venecia y el recientemente establecido Principado de Acaya, bajo el príncipe Godofredo I de Villehardouin, en relación con la partición de la península del Peloponeso (Morea), conquistada después de la Cuarta Cruzada. Según sus términos, Venecia reconocía a Villehardouin su posesión de toda la península a excepción de los fuertes de Modona y Corone, que cayeron bajo control veneciano, y le aseguraba privilegios comerciales en el Principado.